# Лето, Джаред
Джа́ред Джо́зеф Ле́то (англ. Jared Joseph Leto; род. 26 декабря 1971, Божер-Сити, Луизиана, США) — американский актёр и музыкант. Известен своей приверженностью к актёрскому методу при работе над ролями. За свою тридцатилетнюю карьеру стал лауреатом многочисленных наград , включая премии «Оскар», «Золотой глобус» и Американской Гильдии киноактёров. Кроме того, Лето получил признание за свою музыкальную деятельность и эксцентричный сценический образ в качестве вокалиста альтернативной рок-группы Thirty Seconds to Mars.
За исполнение роли трансгендерной женщины в драме «Далласский клуб покупателей» был удостоен премий «Оскар», «Золотой глобус» и Американской Гильдии киноактёров в номинации «Лучшая мужская роль второго плана».

## Жизнь и карьера
Джаред Лето родился в Божер-Сити, штат Луизиана. Своей тягой к искусству он обязан своей матери Констанс (23.12.1951), которая поддерживала Джареда и его старшего брата Шеннона. Отец (умер в 1978) развелся с матерью, когда Джаред и Шеннон были ещё маленькими. Вскоре после повторной женитьбы (в этом браке родились тоже два сына) он скончался. Второй муж матери, Карл Лето, усыновил их, хотя позже и он развёлся с Констанс. Таким образом, от двух повторных браков отца и отчима у братьев Лето есть два кровных брата (по отцу) и одна сводная сестра — приёмная дочь Карла (он женился после развода с Констанс на женщине, уже имевшей дочь). Этой сводной сестрой братьев Лето является Мелисса Лафски, в прошлом юрист, впоследствии писательница.
Лето рос инициативным и уверенным в себе ребёнком. В 12 лет он получил первую работу — мойщика посуды в небольшой закусочной в Вирджинии, а в 16 лет подрабатывал швейцаром. В ранние годы своей жизни Джаред много путешествовал со своей семьёй, проживая в таких местах, как Гаити и коммуна в Колорадо. «Мой дед по матери служил в воздушных войсках, — объясняет Лето, — поэтому кочевнический образ жизни был для нас чем-то вроде нормы».

### Актёрская карьера
Лето переехал в Лос-Анджелес из Нью-Йорка в 1992 году, чтобы стать актёром. К этому времени он уже накопил некоторый опыт в актёрской карьере, а по-настоящему знаменитым его сделала роль Джордана Каталано в непродолжительном сериале «Моя так называемая жизнь». Когда съёмки сериала были отменены, Лето начал работу в достаточно заметных полнометражных картинах.
После съёмок с Алисией Силверстоун в 1994 году в телефильме «Крутые и чокнутые» для проекта «Мятежное шоссе» его первой ролью на большом экране стала роль в фильме «Лоскутное одеяло» (1995 год) вместе с Вайноной Райдер. В 1997 году Лето сыграл роль, предназначавшуюся первоначально Тому Крузу, в фильме «Префонтейн», истории жизни легендарного бегуна Стива Префонтейна. 1998 год был успешным для Лето, появившегося в картине Терренса Малика «Тонкая красная линия» как часть мощного актёрского состава, включавшего Ника Нолти, Джорджа Клуни и Шона Пенна. Кроме того, он сыграл главную роль в «Городских легендах».

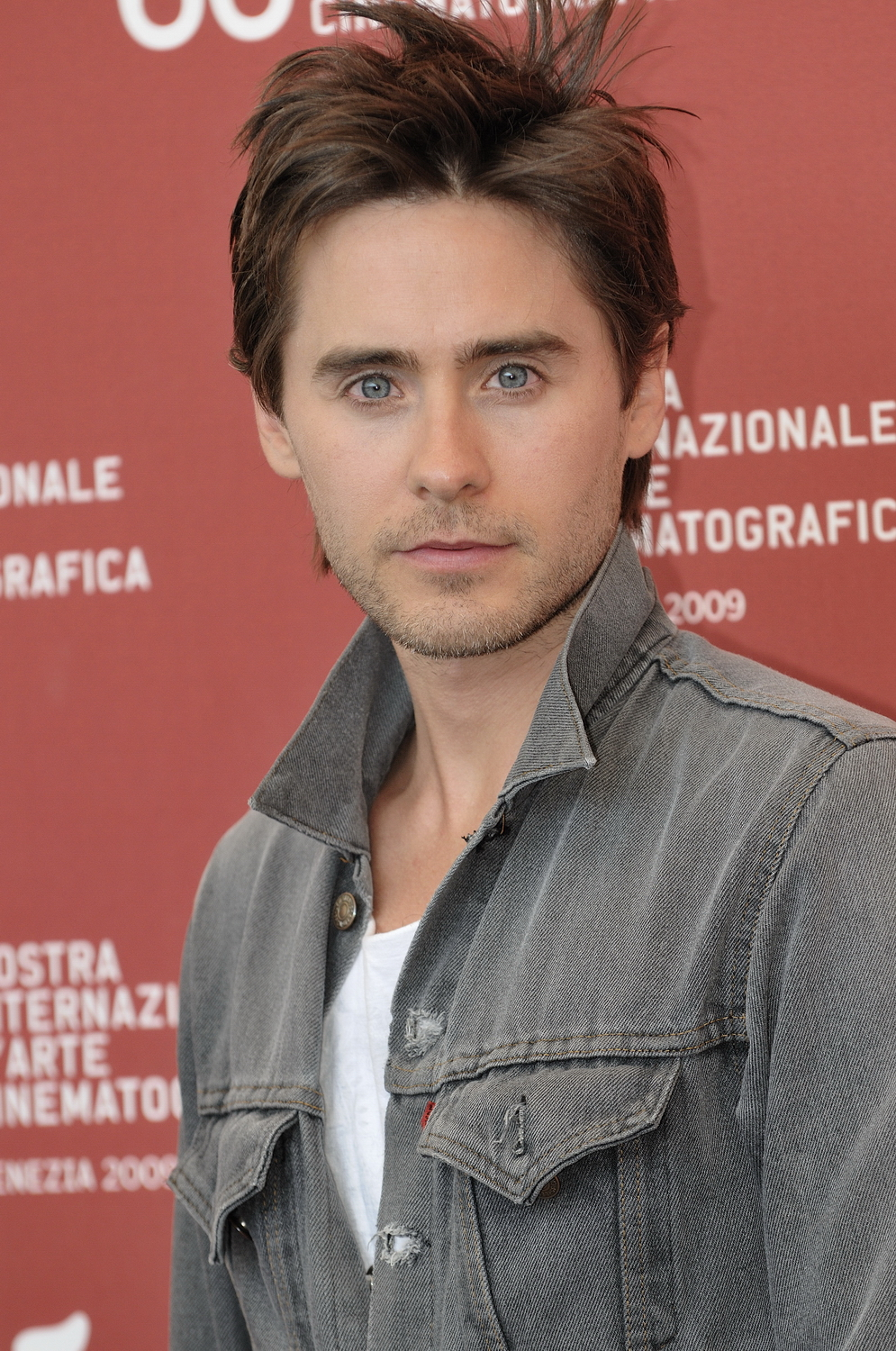
Джаред Лето на 66-м Венецианском кинофестивале

Лето вернулся на большой экран в 1999 году с работами в «Бойцовском клубе» и «Прерванной жизни». 2000 год для актёра стал годом драм и психологических триллеров — «Американский психопат» и «Реквием по мечте». И если в первом фильме он был утверждён на роль второго плана, то в «Реквиеме по мечте» ему досталась главная роль — бруклинского паренька, борющегося с пристрастием к героину. В «Комнате страха» (2002 год) играл самого болтливого и неуклюжего из трёх грабителей, терроризировавших героиню Джоди Фостер.
В его проекты также вошли историческая эпопея Оливера Стоуна «Александр», международный триллер «Оружейный барон» и драма «Глава 27», рассказывающая об убийце Джона Леннона — Марке Чепмене.
В 2009 был закончен фильм с участием Лето «Господин Никто». На Венецианском кинофестивале 2009 года фильм получил «Золотые Озеллы за лучшее техническое содействие» и награду за лучший игровой биографический фильм. Кроме того, картина была номинирована на «Золотого льва».
В 2011 году снялся в рекламе аромата «Just Different» от Hugo Boss.
В 2013 году Лето исполнил роль трансгендерной женщины Рэйон, подхватившей СПИД, в драме «Далласский клуб покупателей», где его партнёром выступил Мэттью Макконахи. Подавляющее большинство кинокритиков признали эту работу самой сильной в карьере Лето. За создание этого образа актёр был удостоен премии «Оскар» и других наград, в том числе «Золотого глобуса», премии Гильдии киноактёров США.
В 2014 году получил роль Джокера в экранизации комиксов DC «Отряд самоубийц» (2016). В июне 2018 года было объявлено, что Лето сыграет ещё одного персонажа комиксов, на этот раз Marvel, вампира Майкла Морбиуса в одноимённом фильме.

### Музыкальная карьера

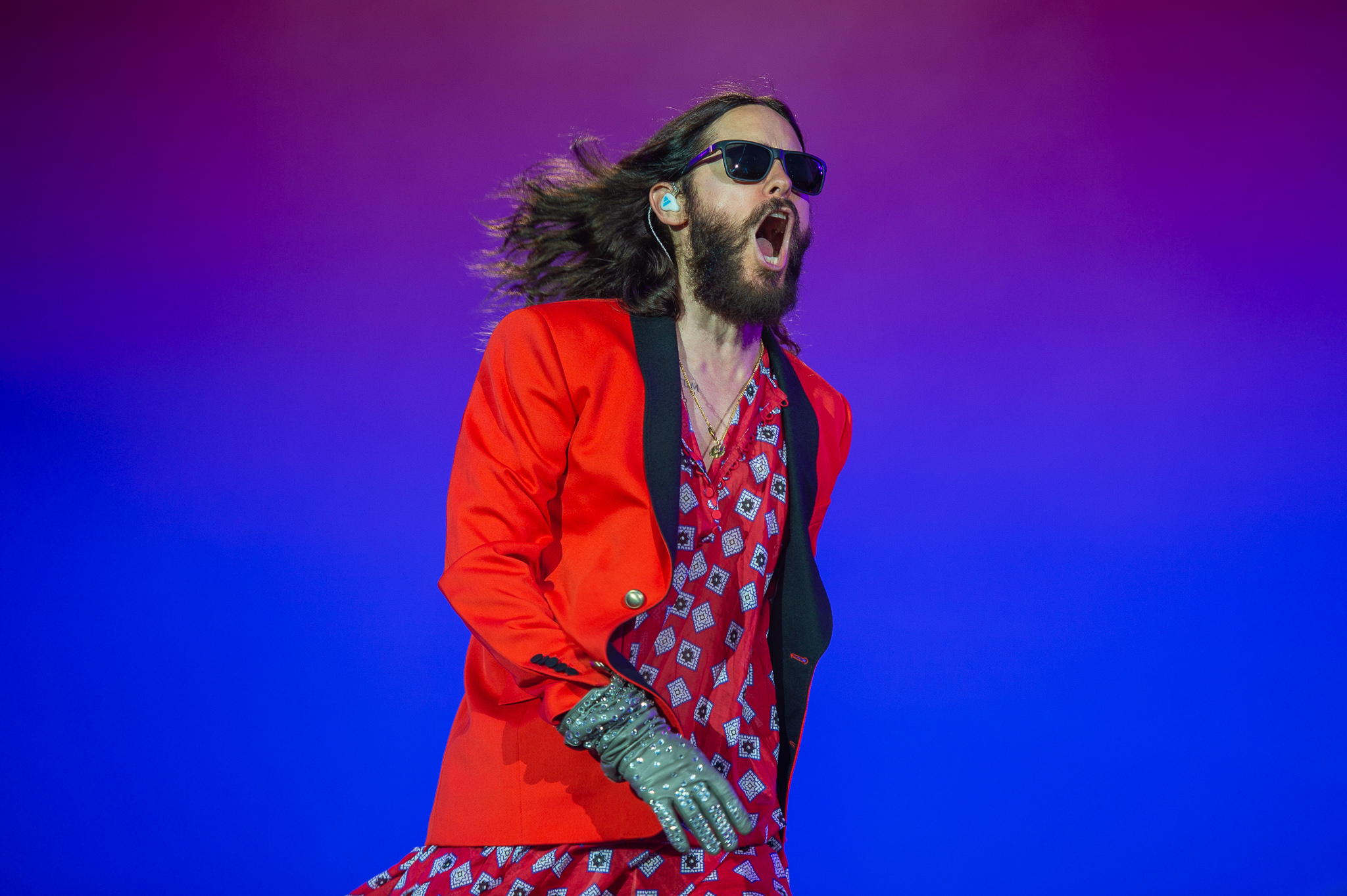
Лето во время концерта в 2018 году

Лето является вокалистом альтернативной группы Thirty Seconds to Mars, основанной им и его братом Шенноном в 1998 году. Кроме них в состав группы входил хорватский гитарист и скрипач Томо Милишевич, покинувший группу в июне 2018 года, а также басист Стивен Аийелло, выступающий только на концертах.
Первый альбом коллектива был записан в 2002 году. Альбом получил название самой группы. Релиз второй пластинки, A Beautiful Lie, состоялся в 2005 году. Группа выпустила свой третий альбом, выдержав судебные тяжбы со своей звукозаписывающей компанией. Название третьего альбома — This Is War, дата выхода 8 декабря 2009 года. Четвёртый студийный альбом, Love Lust Faith + Dreams, вышел 21 мая 2013 года. America — пятый студийный альбом, выпущенный 6 апреля 2018 года.
Лето дал имена двум своим гитарам — Пифагор и Артемида. Эти гитары сделаны мастером Стивом Максвейном (Steve McSwain).
Лето является режиссёром клипов на песни своей группы, такие как «The Kill», «From Yesterday», «Kings and Queens», «Do Or Die», «City Of Angels», «Closer to the Edge» и «Hurricane», где использовал псевдоним Бартоломью Каббинс, и «A Beautiful Lie» (псевдоним Ангакок Панипак).

## Личная жизнь
Джаред Лето никогда не был женат, однако ранее был известен своими многочисленными любовными похождениями. У него были долгие отношения со Скарлетт Йоханссон, также короткая связь с Пэрис Хилтон, однако он никогда не заявлял об этом конкретно. По некоторым данным, встречался с актрисой Линдси Лохан, с которой он познакомился на съёмках фильма «Глава 27».
Также Лето был замечен на отдыхе в Сен-Тропе с датской моделью Катариной Дамм. С 2015 по 2022 год встречался с русской моделью Валерией Кауфман.
Имеет татуировки: на правом запястье в виде первого из глифов (глифы — графическое обозначение названия группы 30 Seconds To Mars) и на левой руке крест с кругом (символика второго альбома). Автором второй татуировки является татуировщица из Лос-Анджелеса Kat von D. Также его икры украшают две стрелы, а на локтях правой и левой рук есть две татуировки в виде триад (символов третьего альбома 30 Seconds to Mars). Правую ключицу украшает латинская надпись Provehito in Altum. Последняя татуировка Джареда Лето, представленная зимой 2013 года, — Орбис Эпсилон (Orbis Epsilon).
Джаред Лето является веганом, но в одном интервью признался, что иногда мошенничает на эту тему.
В 2018 году перед концертами в Москве и Санкт-Петербурге Лето выражал огромную любовь к России и россиянам. «Меня восхищает ваша культура, история, искусство, литература и кино. А главное — потрясающие и очень добрые люди. В моем сердце очень много любви к России», — сказал артист.
12 октября 2024 года на концерте в Белграде Джаред Лето поприветствовал зрителей из России и сказал: «Однажды, когда все эти проблемы закончатся, мы приедем к вам на Родину… Мы поедем в Санкт-Петербург, Москву». 
Также в 2024 году, ещё за несколько месяцев до президентских выборов в США (на которых победил Дональд Трамп), Джаред Лето  на концертах своей музыкальной группы "30 Seconds to Mars" в разных городах мира неоднократно весьма благожелательно высказывался о России и русских.

## Фильмография
| Год  |   | Русское название                  | Оригинальное название         | Роль                  |
| ---- | - | --------------------------------- | ----------------------------- | --------------------- |
| 1995 | ф | Лоскутное одеяло                  | How to Make an American Quilt | Бек                   |
| 1996 | ф | Последний из великих королей      | The Last of the High Kings    | Френки Гриффин        |
| 1997 | ф | Префонтейн                        | Prefontaine                   | Стивен Префонтейн     |
| 1997 | ф | Американские горки                | Switchback                    | Лен Диксон            |
| 1998 | ф | Бэзил                             | Basil                         | Бэзил                 |
| 1998 | ф | Городские легенды                 | Urban Legend                  | Пол                   |
| 1998 | ф | Тонкая красная линия              | The Thin Red Line             | второй лейтенант Уайт |
| 1999 | ф | Чёрное и белое                    | Black and White               | Кейси                 |
| 1999 | ф | Бойцовский клуб                   | Fight Club                    | «Ангельское личико»   |
| 1999 | ф | Прерванная жизнь                  | Girl, Interrupted             | Тобиас «Тоби» Джекобс |
| 2000 | ф | Американский психопат             | American Psycho               | Пол Аллен             |
| 2000 | ф | Секс, наркотики и Сансет Стрип    | Sunset Strip                  | Глен Уолкер           |
| 2000 | ф | Реквием по мечте                  | Requiem for a Dream           | Гэрри Голдфарб        |
| 2002 | ф | Шоссе                             | Highway                       | Джек Хейс             |
| 2002 | ф | Комната страха                    | Panic Room                    | Джуниор               |
| 2002 | ф | Телефонная будка                  | Phone Booth                   | Бобби                 |
| 2004 | ф | Александр                         | Alexander                     | Гефестион             |
| 2005 | ф | Оружейный барон                   | Lord of War                   | Виталий Орлов         |
| 2006 | ф | Одинокие сердца                   | Lonely Hearts                 | Раймон Фернандез      |
| 2007 | ф | Глава 27                          | Chapter 27                    | Марк Чэпмен           |
| 2009 | ф | Господин Никто                    | Mr. Nobody                    | Немо                  |
| 2013 | ф | Далласский клуб покупателей       | The Dallas Buyer’s Club       | Рэйон                 |
| 2016 | ф | Отряд самоубийц                   | Suicide Squad                 | Джокер                |
| 2017 | ф | Бегущий по лезвию 2049            | Blade Runner 2049             | Ниандер Уоллес        |
| 2018 | ф | Чужак                             | The Outsider                  | Ник Лоуэлл            |
| 2021 | ф | Лига справедливости Зака Снайдера | Justice League Snyder Cut     | Джокер                |
| 2021 | ф | Дьявол в деталях                  | The Little Things             | Альберт Спарма        |
| 2021 | ф | Дом Gucci                         | House of Gucci                | Паоло Гуччи           |
| 2022 | ф | Морбиус                           | Morbius                       | доктор Майкл Морбиус  |
| 2023 | ф | Особняк с привидениями            | Haunted Mansion               | Алистер Крамп         |
| 2025 | ф | Трон: Арес                        | Tron: Ares                    | Арес                  |

### Телевидение
| Год       |     | Русское название         | Оригинальное название        | Роль             |
| --------- | --- | ------------------------ | ---------------------------- | ---------------- |
| 1994      | тф  | Крутые и чокнутые        | Cool and the crazy           | Майкл            |
| 1992      | с   | Лагерь Уайлдер           | Camp Wilder                  | Декстер          |
| 1993      | с   | Торкелсоны               | The Torkelsons / Almost Home | Рик Аикен        |
| 1994—1995 | с   | Моя так называемая жизнь | My So-Called Life            | Джордан Каталано |
| 2006      | док | Армянский геноцид (ТВ)   | The Armenian Genocide        | Озвучка          |
| 2012      | док | Артефакт                 | Artifact                     | самого себя      |
| 2015      | с   | За горизонтом            | Beyond the Horizon           | Интервьюер       |
| 2016      | док |                          | Great Wide Open              | Камео            |
| 2022      | с   | Не сработало             | WeCrashed                    | Адам Ньюман      |

### Продюсирование
| Год  | Фильм             | Оригинальное название | Примечания              |
| ---- | ----------------- | --------------------- | ----------------------- |
| 2001 | Любовь всё меняет | Sol Goode             | Сопродюсер              |
| 2007 | Глава 27          | Chapter 27            | Исполнительный продюсер |
| 2012 | Артефакт          | Artifact              | Продюсер и режиссёр     |

## Дискография

### Альбомы
- 2002 — 30 Seconds to Mars
- 2005 — A Beautiful Lie
- 2009 — This Is War
- 2013 — Love Lust Faith + Dreams[35][36]
- 2018 — America
- 2023 — It's the End of the World but It's a Beautiful Day[37]

### Мини-альбомы
- 2002 — Acoustic Live Radio Show
- 2007 — AOL Sessions Undercover
- 2008 — To the Edge of the Earth